# Gran Premio motociclistico del Belgio 1965
Il Gran Premio motociclistico del Belgio fu il settimo appuntamento del motomondiale 1965.
Si svolse il 4 luglio 1965 sul circuito di Spa-Francorchamps, e corsero le classi 50, 250, 500 e sidecar.
Prima gara della giornata quella della 50, vinta da Ernst Degner su Suzuki, seguì la 250 con la vittoria di Jim Redman su Honda e vittoria per Mike Hailwood in 500 davanti al compagno di squadra Giacomo Agostini. Redman con questa, che fu la sua 40a vittoria in carriera, stabilì in quel momento il nuovo record di vittorie, superando in quella classifica Carlo Ubbiali e John Surtees.
Nei sidecar la vittoria andò all'equipaggio Fritz Scheidegger/John Robinson; con questa vittoria, mancando una sola gara al termine della stagione delle motocarrozzette, si aggiudicò anche il titolo iridato.

## Classe 500
Furono 17 i piloti presenti al via e di questi 10 vennero classificati al termine della prova.

### Arrivati al traguardo
| Pos. | Pilota           | Moto      | Tempo      | Punti |
| ---- | ---------------- | --------- | ---------- | ----- |
| 1    | Mike Hailwood    | MV Agusta | 1h 05:22.6 | 8     |
| 2    | Giacomo Agostini | MV Agusta | +1:30.8    | 6     |
| 3    | Derek Minter     | Norton    | +3:37.0    | 4     |
| 4    | Paddy Driver     | Matchless | +3:37.4    | 3     |
| 5    | Fred Stevens     | Matchless | +3:57.2    | 2     |
| 6    | Gyula Marsovszky | Matchless | +3:57.9    | 1     |
| 7    | Chris Conn       | Norton    |            |       |
| 8    | Ian Burne        | Norton    |            |       |
| 9    | Jack Ahearn      | Norton    |            |       |
| 10   | Dan Shorey       | Norton    |            |       |

### Ritirati
| Pilota        | Moto      | Motivo ritiro |
| ------------- | --------- | ------------- |
| John Smith    | Norton    |               |
| Syd Mizen     | Matchless |               |
| John Cooper   | Norton    |               |
| Bosse Granath | Matchless |               |
| Stuart Graham | Matchless |               |
| Jack Findlay  | Matchless |               |
| Lewis Young   | Matchless |               |

## Classe 250

### Arrivati al traguardo (prime 7 posizioni)
| Pos | Pilota           | Moto   | Tempo      | Punti |
| --- | ---------------- | ------ | ---------- | ----- |
| 1   | Jim Redman       | Honda  | 39' 21" 7  | 8     |
| 2   | Phil Read        | Yamaha | + 0" 4     | 6     |
| 3   | Mike Duff        | Yamaha | +37" 8     | 4     |
| 4   | Yoshimi Katayama | Suzuki | + 47" 8    | 3     |
| 5   | Frank Perris     | Suzuki | + 1' 03" 7 | 2     |
| 6   | Bruce Beale      | Honda  | + 4' 35" 1 | 1     |
| 7   | Günter Beer      | Honda  |            |       |

## Classe 50
La Kreidler in questa occasione comunicò la sua decisione di ritirarsi ufficialmente dalle gare.

### Arrivati al traguardo (posizioni a punti)
| Pos. | Pilota          | Moto     | Tempo | Punti |
| ---- | --------------- | -------- | ----- | ----- |
| 1    | Ernst Degner    | Suzuki   |       | 8     |
| 2    | Hugh Anderson   | Suzuki   |       | 6     |
| 3    | Luigi Taveri    | Honda    |       | 4     |
| 4    | Mitsuo Itoh     | Suzuki   |       | 3     |
| 5    | Ralph Bryans    | Honda    |       | 2     |
| 6    | Cees van Dongen | Kreidler |       | 1     |

## Classe sidecar

### Arrivati al traguardo (posizioni a punti)
| Pos | Pilota                | Passeggero     | Moto | Tempo | Punti |
| --- | --------------------- | -------------- | ---- | ----- | ----- |
| 1   | Fritz Scheidegger     | John Robinson  | BMW  |       | 8     |
| 2   | Max Deubel            | Emil Hörner    | BMW  |       | 6     |
| 3   | Peter 'Pip' Harris    | Ray Campbell   | BMW  |       | 4     |
| 4   | Heinz Luthringshauser | Hermann Hahn   | BMW  |       | 3     |
| 5   | Florian Camathias     | Franz Ducret   | BMW  |       | 2     |
| 6   | Colin Seeley          | Wally Rawlings | BMW  |       | 1     |